# Mate Cosido (película de 1962)
 Mate Cosido  es una película en blanco y negro de Argentina dirigida por Goffredo Alessandrini sobre el guion de  Nathán Pinzón que se estrenó el 28 de junio de 1962 y que tuvo como protagonistas a Carlos Cores, Fernanda Mistral, Enrique Kossi e Inés Moreno. Junto con el filme inédito Rumbos malditos, fueron las únicas películas filmadas en Argentina por el director, que había nacido en El Cairo, fue el único esposo de Anna Magnani y cumplido una larga trayectoria en el cine europeo, donde con Luciano Serra pilota (1938) ganó el León de Oro al mejor film italiano, siendo uno de los directores más importantes durante el fascismo.

## Sinopsis
La leyenda del delincuente tucumano apodado “Mate Cosido” por las cicatrices en su cabeza.

## Reparto
Participaron del filme los siguientes intérpretes:
- Carlos Cores … Juan Ferreyra, alias "Mate Cosido"
- Fernanda Mistral… Julia Delgado
- Enrique Kossi … Roque
- Inés Moreno … Juanita
- Elda Dessel … Morena
- Marco David … Gino
- Mercedes Alberti … Dina
- Joaquín Petrosino … Calabrés
- Víctor Catalano … Don Juan
- Eduardo de Labar … Estanciero
- Miguel Paparelli … Sacerdote 1
- Luis Orbegoso … Guardia en camión
- Eduardo Galán
- Jaime Saslavsky
- Osvaldo Balado … Panchito
- Nelson Macías
- José Maurer
- Daniel Lago … Pedrito
- Enrique Campos
- Chela Quinteros
- Alberto Fauro
- Alfredo Gago
- Carlos Rodríguez
- Armando Nicolini
- Jolly Sanders
- María del Carmen Lynch
- Freddy Tainor
- Juan Jofre
- Rafael Chumbita … Detective
- Jorge Villoldo … Sacerdote 2

## Comentarios
Jorge Miguel Couselo opinó en Correo de la Tarde sobre el filme:

”Al italiano Marco David no puede considerársele actor, Fernanda Mistral e Inés Moreno no hacen buen papel, aunque hay que eximirlas de culpa…inexpresiva música.”

Por su parte, Manrupe y Portela escriben:

”Tema interesante, director desconocido, actor-productor y otra película pasatista de los 60.”